# Џез певач (филм)
Џез певач (енгл. The Jazz Singer) је амерички драмски мјузикл филм из 1927. године, режисера Алана Кросланда, са Алом Џолсоном у главној улози. Заснован је на истоименој представи Самсона Рафаелсона из 1925, која сама представља адаптацију његове приповетке „Дан помирења”. Први је дугометражни играни филм са синхронизованом снимљеном музиком и синхронизованим певањем и говором (у неколико изолованих секвенци). Издање филма је најавило комерцијални успон звучних филмова и ефективно означило крај ере немог филма.
Филм прати причу о Џекију Рабиновицу, младићу који пркоси традицији своје побожне јеврејске породице. Након што га је отац ухватио да јавно пева популарне песме и казнио, Џеки је одлучио да побегне од куће. Неколико година касније, сада се називајући Џек Робин, постао је талентовани џез певач. Покушава да изгради каријеру забављача, али његове професионалне амбиције на крају долазе у сукоб са захтевима његовог дома и наслеђа.
Дарил Ф. Занук је освојио почасног Оскара за продукцију овог филма; Алфред А. Кон је био номинован за најбољи адаптирани сценарио на 1. додели Оскара. Године 1996, Конгресна библиотека је одабрала филм за чување у Националном регистру филмова због „културног, историјског или естетског значаја”. Године 1998. филм је изабран на гласању које је спровео Амерички филмски институт као један од најбољих америчких филмова свих времена, заузевши деведесето место. Ауторска права на филм су истекла 1. јануара 2023. године, када су сва дела објављена у САД 1927. године ушла у јавно власништво.

## Радња
Кантор Рабиновиц жели да његов тринаестогодишњи син, Џејкоб „Џеки” Рабиновиц, настави генерацијама стару породичну традицију и постане кантор у синагоги у јеврејском гету на Менхетну. Џекију, уместо тога, почиње да се свиђа да пева џез у локалној пивници. Мојша Јуделсон види дечака тамо и то говори Џекијевом оцу, који га одвуче кући. Џеки се држи своје мајке Саре, док његов отац изјављује: „Научићу га бољем него да унизи глас који му је Бог дао!” Џеки прети: „Ако ме поново удариш, побећи ћу — и никад се више нећу вратити!” Након што га отац истуче, Џеки љуби мајку за растанак и, веран својој речи, бежи. Током службе за Јом кипур, Рабиновиц жалосно говори сабрату: „Мој син је вечерас требало да стане поред мене и пева — али више немам сина”. Док они певају Кол нидре, Џеки се шуња кући да узме слику своје вољене мајке.
Десетак година касније, Џеки је променио своје име у Џек Робин. Током једног наступа, позивају га са свог стола у кабареу да наступи на сцени и он изводи песму „Dirty Hands, Dirty Face”.
Џек одушевљава публику својим енергичним извођењем песме „Toot, Toot, Tootsie”. Након тога, упознаје се са прелепом Мери Дејл, плесачицом мјузикл позоришта. „Има много џез певача, али ти имаш сузу у гласу”, каже она, нудећи му помоћ у надолазећој каријери. Уз њену помоћ, Џек на крају постиже свој велики успех: главну улогу у новом мјузиклу Априлске лудости.
У породичној кући коју је Џек давно напустио, старији Рабиновиц подучава младог ученика традиционалној канторској уметности. Појављује се Џек и покушава да објасни ствари из своје перспективе и своју љубав према модерној музици, али га згрожени отац протерује: „Не желим више да те видим — ти џез певачу!” Док одлази, Џек говори: „Дошао сам кући са срцем пуним љубави, али ти не желиш да разумеш. Једног дана ћеш разумети, као што мама разуме.”
Две недеље након Џековог протеривања из породичне куће и 24 сата пре премијере Априлске лудости на Бродвеју, Џеков отац се тешко разболи. Од Џека се тражи да изабере између представе и дужности према породици и вери: да би уместо свог оца отпевао Кол нидре за Јом кипур, мораће да пропусти премијеру представе.
Те вечери, уочи Јом кипура, Јуделсон каже јеврејским старешинама: „По први пут немамо кантора на Дан помирења.” Лежећи у свом кревету, слаб и мршав, кантор Рабиновиц говори Сари да не може да наступа током најсветијег међу светим данима: „Мој син ми је дошао у сновима — тако је лепо певао Кол нидре. Кад би само тако певао вечерас — сигурно би му било опроштено.”
Док се Џек припрема за генералну пробу наношењем црне шминке, он и Мери разговарају о његовим аспирацијама у каријери и притисцима породице за које се слажу да им се мора одупрети. Сара и Јуделсон долазе у Џекову гардеробу да га моле да дође код оца и пева уместо њега. Џек је растрзан. Он изводи своју тачку („Mother of Mine, I Still Have You”), а Сара први пут гледа свог сина на сцени. Она има откровење у сузама: „Овде му је место. Да га је Бог желео у својој кући, задржао би га тамо. Он више није мој дечак — сада припада целом свету.”
Након тога, Џек се враћа породичној кући. Клечи крај кревета свог оца и њих двојица нежно разговарају. Сара сугерише да би оцу било боље ако би Џек заузео његово место у служби за Јом кипур. Мери стиже са продуцентом представе, који упозорава Џека да више никада неће радити на Бродвеју ако се не појави на премијери. Џек не може да одлучи. Мери га упита: „Да ли си лагао када си рекао да је твоја каријера битнија од било чега?” Џек није сигуран да ли уопште може да замени свог оца: „Нисам певао Кол нидре још од детињства”. Мајка му одговара: „Уради оно што ти срце каже, Џеки — ако певаш, а Бог не буде у твом гласу — твој отац ће знати.” Продуцент говори Џеку: „Ти си џез певач у души!”
У позоришту, публика пред премијеру сазнаје да се представа неће одржати. Џек пева Кол нидре уместо свог оца. Његов отац са самртне постеље слуша оближњу церемонију и изговара своје последње, опраштајуће речи: „Мама, опет имамо сина”. Дух Џековог оца приказан је поред њега у синагоги. Мери је дошла да га слуша. Она види како је Џек помирио поделу у својој души: „Џез певач — пева свом Богу”.
„Година пролази – а време лечи – представа се наставља.” Џек, као „Џез певач”, сада наступа у позоришту Винтер Гарден као истакнути извођач који отвара представу под називом Задња соба. У првом реду препуног позоришта, његова мајка седи поред Јуделсона. Џек, са црном шминком, изводи песму „My Mammy”

## Улоге
| Глумац          | Улога                      |
| --------------- | -------------------------- |
| Ал Џолсон       | Џеки Рабиновиц / Џек Робин |
| Ворнер Оланд    | кантор Рабиновиц           |
| Јуџини Бесерер  | Сара Рабиновиц             |
| Меј Макавој     | Мери Дејл                  |
| Ото Ледерер     | Мојша Јуделсон             |
| Ричард Такер    | Хари Ли                    |
| Јосел Розенблат | самог себе                 |